# محمود احمدزاده
محمود احمدزاده هروی (۱ مهر ۱۳۱۴ – ۱۰ شهریور ۱۴۰۱) وزیر صنایع و معادن در دولت موقت مهدی بازرگان بود. احمدزاده بین سال‌های ۱۳۶۱ تا ۱۳۶۵ سفیر ایران در یوگسلاوی بود.